# Sna'Jalow
Sna'Jalow är en ort i Mexiko.   Den ligger i kommunen Oxchuc och delstaten Chiapas, i den sydöstra delen av landet, 800 km öster om huvudstaden Mexico City. Sna'Jalow ligger 1 637 meter över havet och antalet invånare är 127.
Terrängen runt Sna'Jalow är bergig. Runt Sna'Jalow är det ganska tätbefolkat, med 75 invånare per kvadratkilometer. I omgivningarna runt Sna'Jalow växer i huvudsak städsegrön lövskog.